# Afaloicai (Uato-Lari)
Afaloicai ist ein osttimoresischer Suco im Verwaltungsamt Uato-Lari (Gemeinde Viqueque).

## Geographie

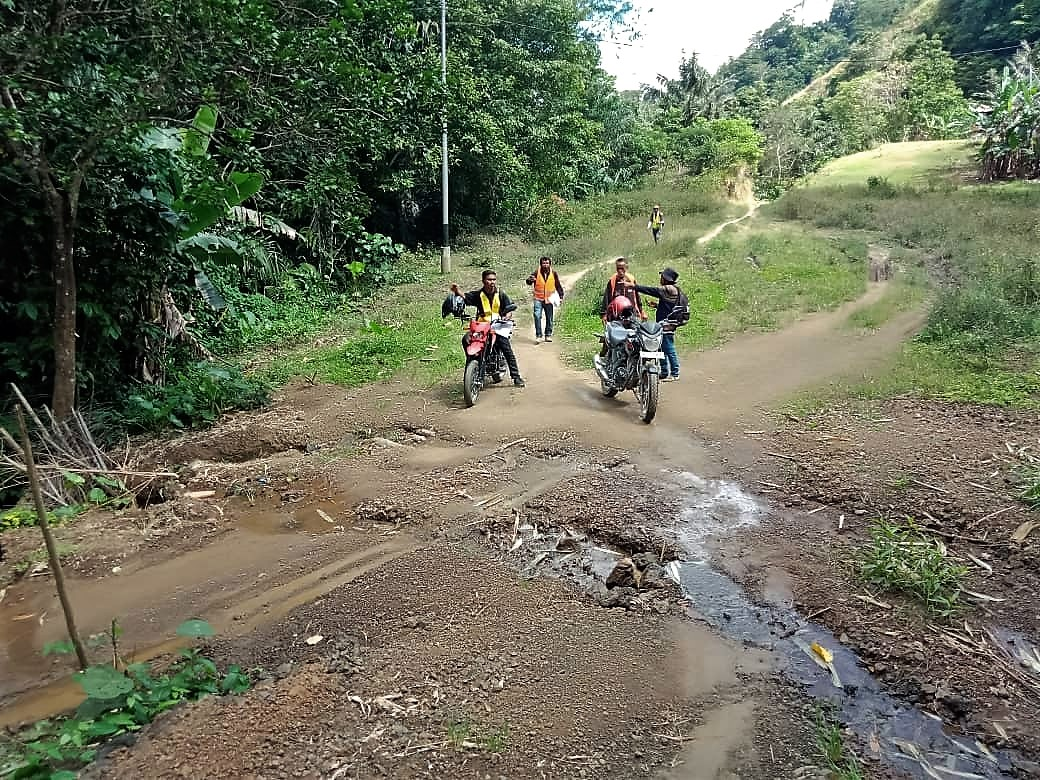
Unterwegs in Afaloicai

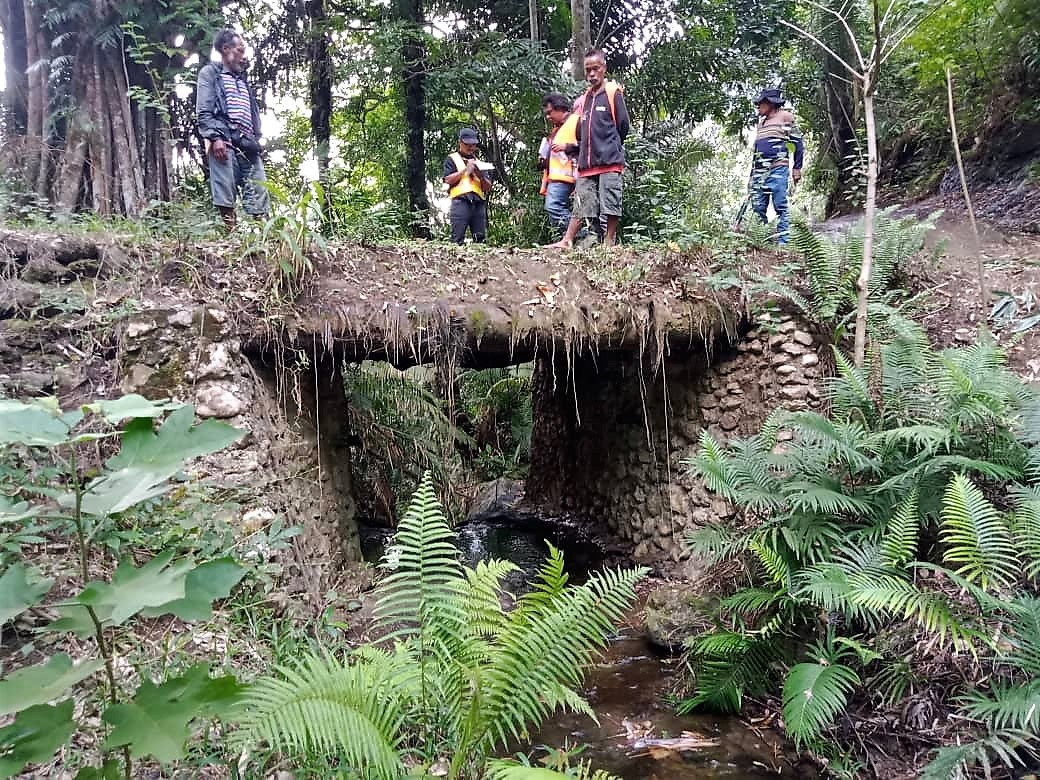
Unterwegs in Afaloicai

Vor der Gebietsreform 2015 hatte Afaloicai eine Fläche von 97,21 km². Nun sind es 65,05 km². Der Suco liegt im Nordwesten des Verwaltungsamts Uato-Lari. Östlich befindet sich der Suco Babulo und südlich die Sucos Uaitame und Matahoi. Im Westen grenzt Afaloicai an das Verwaltungsamt Ossu mit seinen Sucos Loi-Huno, Uabubo und Nahareca, im Norden an die Gemeinde Baucau. Aus dem aus Quelicai kommenden Defaliu und dem in Afaloicai entspringenden Tualequi entsteht der Fluss Bebui, der den Norden des Sucos durchquert und dann der Grenze zu Babulo folgt. In ihn mündet auch der zweite Grenzfluss zu Babulo, der Roliu, der Dulequi, der zusammen mit seinem Nebenfluss Uailequi einen Teil der Grenze zu Nahareca bildet und der Iramuin, der Grenzfluss zu Matahoi.
Überlandstraßen fehlen trotz seiner Größe im Suco. Nur kleinere Straßen verbinden die verschiedenen Ortschaften. Zwischen dem Roliu und dem Tualequi liegen die Dörfer Uatora, Ilalein, Bubulita und Ina Lere, zwischen dem Bebui und dem Dulequi liegt der Ort Samadare und westlich des Dulequi befindet sich das Dorf Siquilari. An der Grenze zu Lelalai liegt der Ort Ateuaisai. In Uatora gibt es eine medizinische Station. Grundschulen gibt es in Ilalein, Bubulita und Siquilari.
Im Suco befinden sich die zehn Aldeias Buibela, Cailaque, Caitau, Daco Ate (Dasuwate), Lari, Lena, Loro Sa E, Ossocaiua, Uaicai und Uato Ita.

## Einwohner
In Afaloicai leben 2.947 Einwohner (2022), davon sind 1.461 Männer und 1.486 Frauen. Im Suco gibt es 758 Haushalte. Über 98 % der Einwohner geben Makasae als ihre Muttersprache an. Minderheiten sprechen Naueti und Sa'ane.

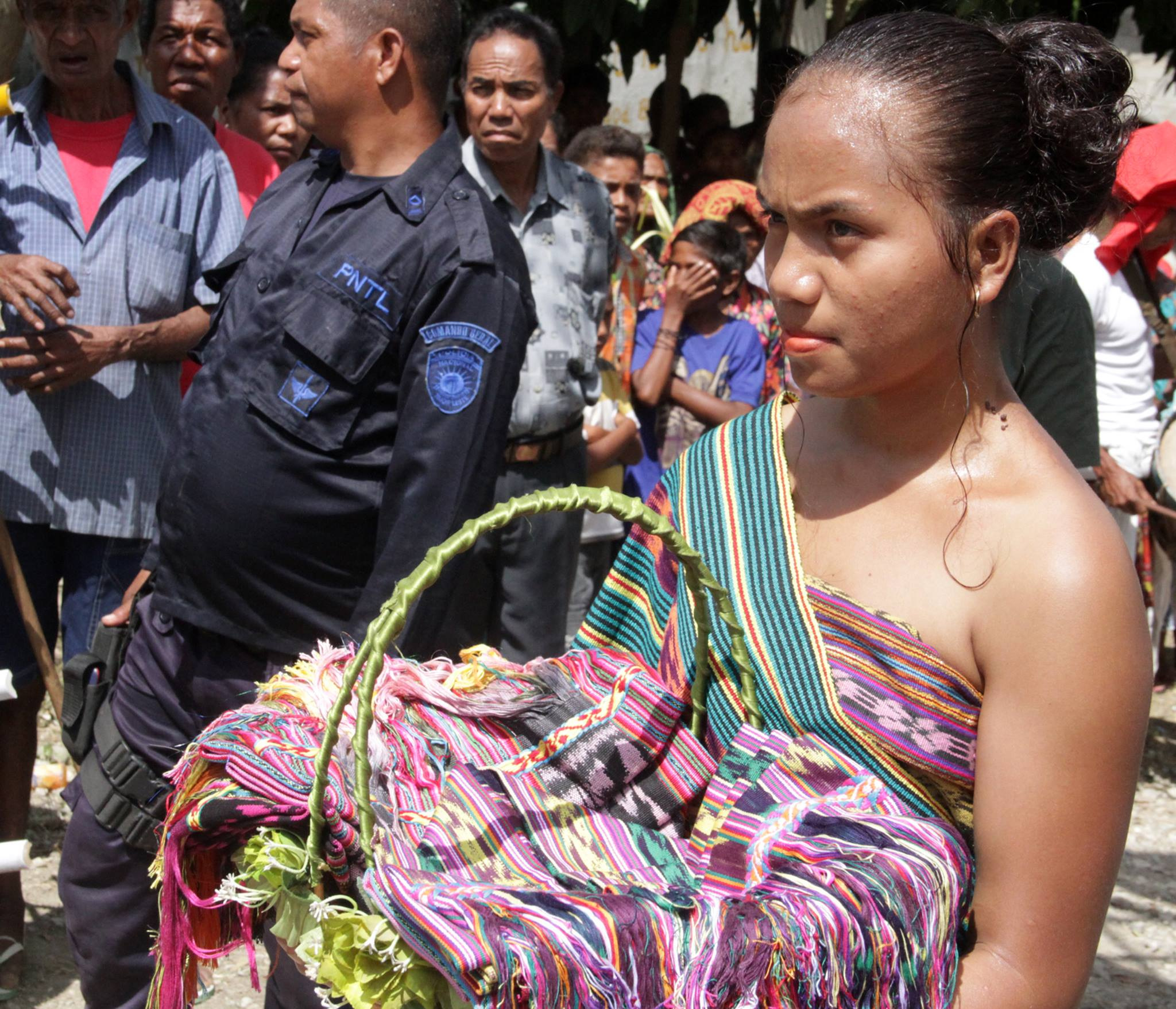
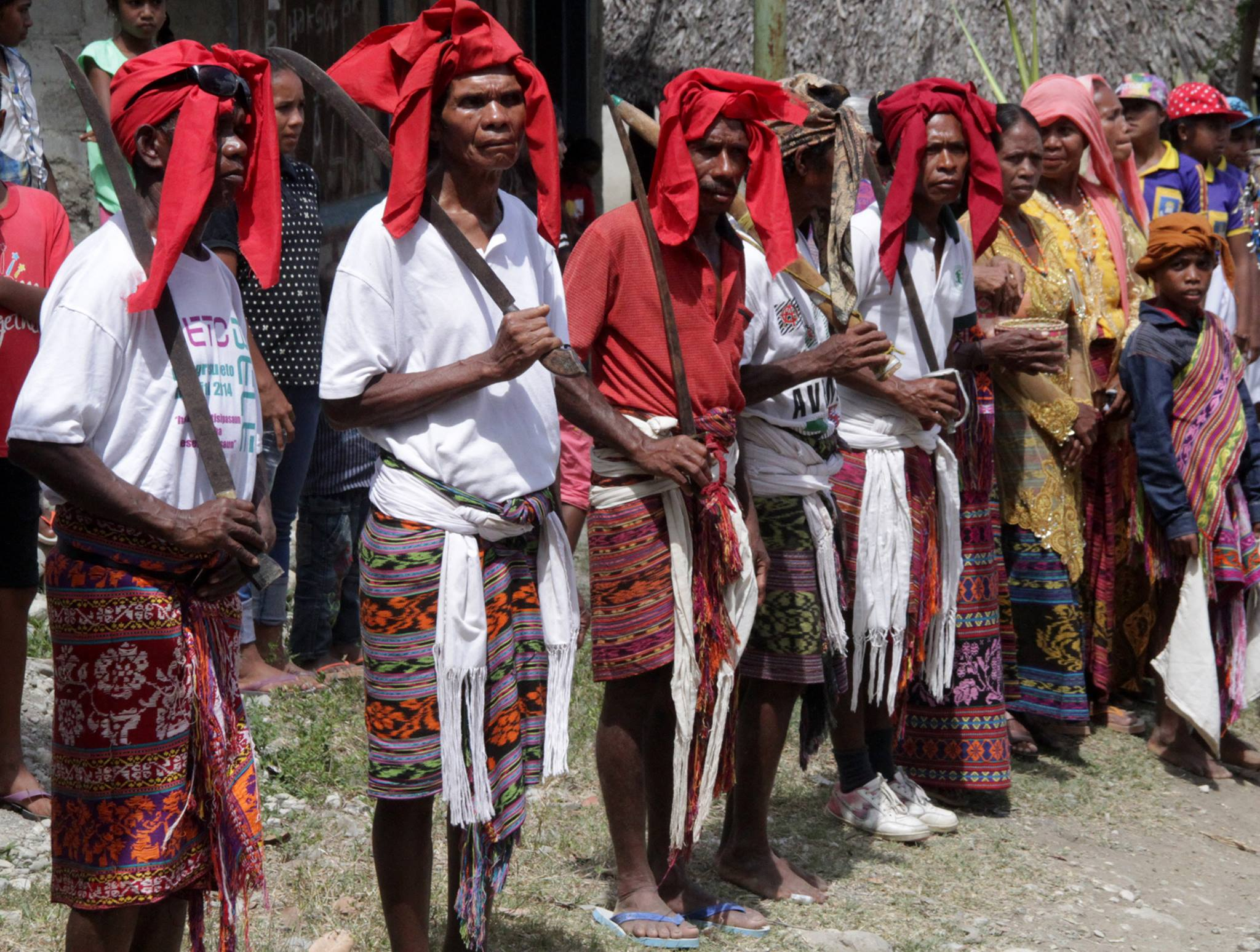

## Geschichte
Der Name des Sucos stammt vom ehemaligen timoresischen Reich von Afaloicai. In den 1930er Jahren zerfiel das Reich in die drei heutigen Sucos gleichen Namens. In Afaloicai-Uato Lari übernahm ein neuer Machthaber die Führung, der nicht zum bisherigen Herrscherhaus Afaloicais gehörte.
Zu dieser Zeit wanderten Angehörige der Aldeias Buibela und Lena nach Babulo aus. Weitere Einwohner Afaloicais folgten nach dem Zweiten Weltkrieg, die zunächst nur als Saisonarbeiter auf den Reisfeldern arbeiteten, die in der Küstenebene von Uato-Lari entstanden. Später siedelten auch sie sich in Babulo fest an. Eine dritte Gruppe wurde von den Indonesiern nach Babulo zwangsumgesiedelt, nachdem sich viele Zivilisten nach Fall der Widerstandsbasis am Matebian 1979 den Invasoren unterwarfen.
1959 kam es in der Region zur Viqueque-Rebellion. In diesem letzten großen Aufstand gegen die portugiesische Kolonialmacht verwickelt waren auch die Herrscher Afaloicais. Abílio de Meneses, der Liurai von Afaloicai/Uato-Lari wurde mit sechs anderen Rebellen von den Portugiesen am 7. Juni am Fluss Bebui hingerichtet. Nach der Niederschlagung der Rebellion verloren viele Naueti Land und Vieh. Die Portugiesen gaben es an loyale Timoresen, zumeist Makasaes.
Am 27. April 2023 kam es während des Wahlkampfes für die Parlamentswahlen 2023 in Daco Ate zu Ausschreitungen zwischen den Anhängern verschiedener Parteien. Dabei wurden sieben Häuser beschädigt und 16 Personen verletzt, zwei davon mussten nach Steinwürfen in Viqueque behandelt werden. Polizei und Soldaten sorgten wieder für Ruhe und Ordnung und konnten zwei Tatverdächtige ermitteln.

## Politik
Bei den Wahlen von 2004/2005 wurde Henrique de C. zum Chefe de Suco gewählt. Bei den Wahlen 2009 gewann Constantino Guterres und wurde 2016 in seinem Amt bestätigt.